# Товарищеский проспект
Това́рищеский проспе́кт — проспект в Невском районе Санкт-Петербурга. Проходит от Российского проспекта до улицы Дыбенко, являясь продолжением улицы Латышских Стрелков.

## История
Проспект получил свое название 2 октября 1970 года в ряду улиц в этом районе, названия которых посвящены теме революционного движения в России. Как указано в решении, «слово „товарищ“ приобрело революционный смысл в годы Октябрьской революции».
Первоначально Товарищескому проспекту установили границы от улицы Коллонтай до улицы Крыленко. 3 марта 1975 года в состав проспекта включили участок от улицы Коллонтай до Зольной улицы. 6 декабря 1976 года участок от Российского проспекта до Зольной улицы получил собственное название — улица Латышских Стрелков.
Проектом планировки, подготовленным 17 ноября 2015 года, участок от улицы Дыбенко до улицы Крыленко был отнесен к внутриквартальным проездам. На этом основании КГА не согласовал сохранение за ним названия Товарищеский проспект. 12 августа 2014 года данный участок был исключен из состава проспекта.
В 2024 году стало известно, что Товарищеский проспект будет продолжен до улицы Крыленко.

## Пересечения
Пересекает следующие магистрали:
- Российский проспект
- улица Коллонтай
- улица Подвойского

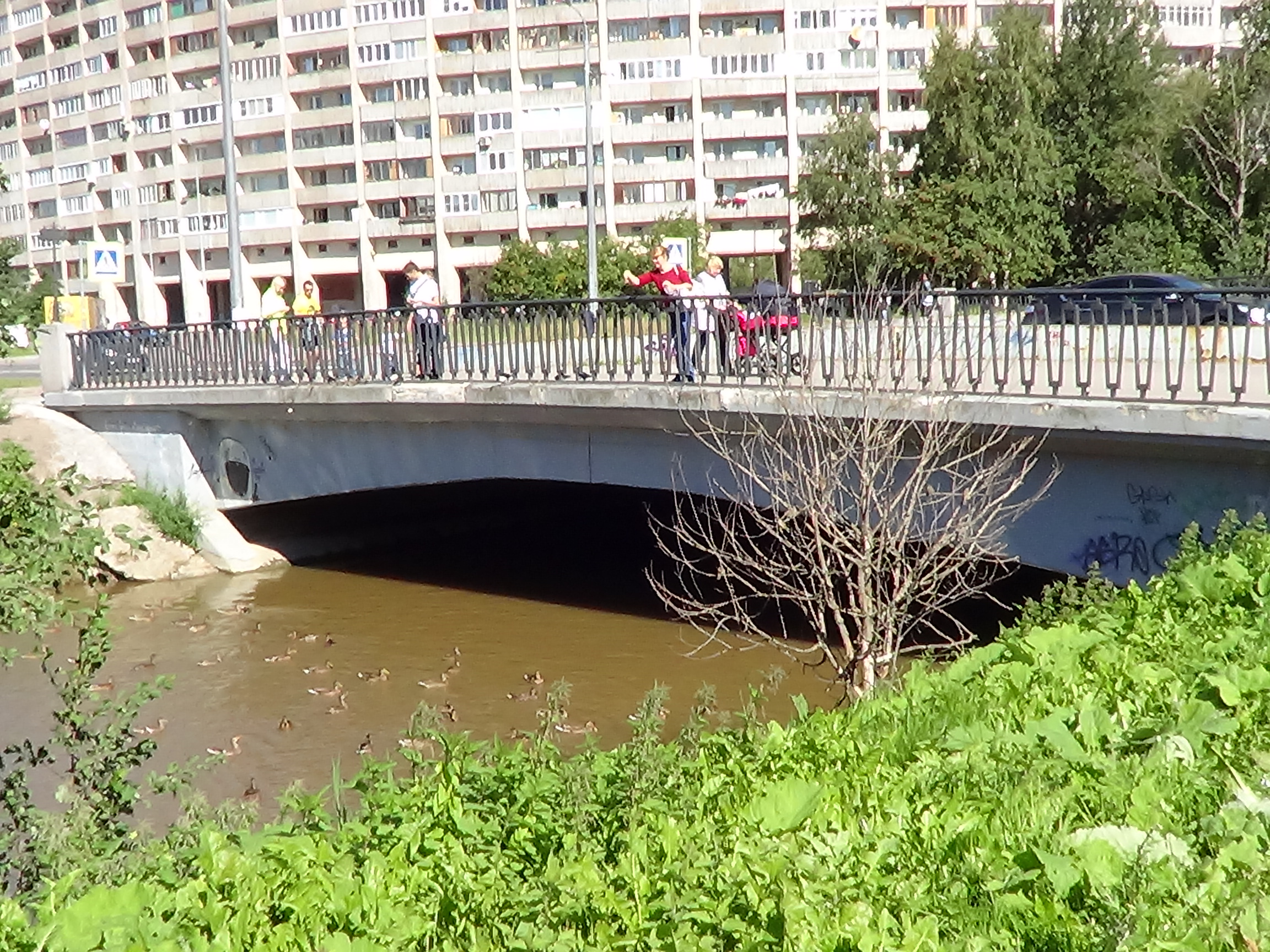
Товарищеский мост через реку Оккервиль

- река Оккервиль (Товарищеский мост)
- улица Дыбенко

## Перспективы
На месте бульвара будет построен технопарк, что даст дополнительно 9 га территории под застройку. 19 марта 2008 года петербургский парламент принял законопроект «О внесении изменений в закон Петербурга „О зелёных насаждениях общего пользования“», которое лишило бульвар по Товарищескому проспекту его статуса, территория отнесена к строительству IT-парка.